# Jarugahalli, Sidlaghatta
Jarugahalli là một làng thuộc tehsil Sidlaghatta, huyện Chikkaballapur, bang Karnataka, Ấn Độ.